# Hearts of Iron II
Hearts of Iron II lub Hearts of Iron 2 – komputerowa strategiczna gra czasu rzeczywistego w realiach II wojny światowej, wyprodukowana przez Paradox Interactive i wydana w 2005 roku przez Strategy First. Gra należy do serii Europa Universalis i jest rozbudowaną wersją pierwszej części Hearts of Iron. Do gry zostały wydane dwa dodatki: Doomsday i Armageddon.

## Rozgrywka
W grze dostępne są różne rodzaje jednostek piechoty, czołgów i artylerii, floty morskiej, samolotów. Przed rozpoczęciem rozgrywki gracz może wybrać czy państwo gracza ma przejąć całkowicie potencjał przemysłowy anektowanego kraju i ich zespoły naukowe oraz czy państwa demokratyczne mogą wypowiadać wojny. W grze zawarto tryb gry wieloosobowej, możliwy jest on poprzez sieć lokalną, Internet lub valkyrieNet, maksymalnie może wziąć w niej udział 32 graczy.

### Oszustwa i błędy w grze
W grze po naciśnięciu klawisza F12 podczas rozgrywki po wyświetleniu konsoli dostępna jest możliwość wpisania kodu, który może zmienić przebieg rozgrywki. Podczas gdy gracz rozpoczął rozgrywkę danym państwem po zapisie i ponownym wczytaniu rozgrywki może kontynuować ją innym krajem. W grze występują floty duchów – jednostki morskie stacjonujące w portach, które w rzeczywistości nie istnieją.

## Wydanie gry

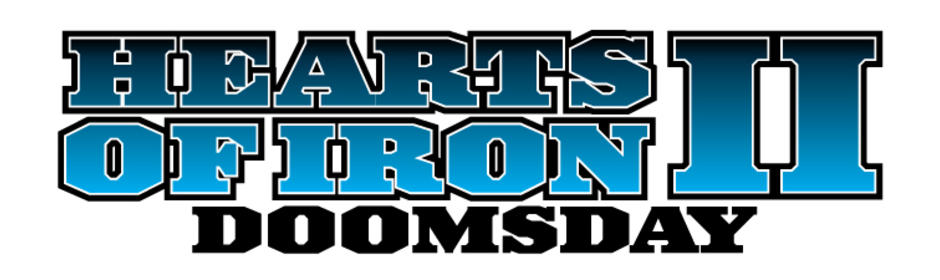
Logo dodatku Doomsday

Do prac nad grą zaangażowano między innymi producenta Johana Anderssona i muzyka Andreasa Waldetofta.
16 czerwca 2006 roku została wydana przez Strategy First Złota Edycja gry zawierająca Hearts of Iron II i dodatek Doomsday, w tym samym dniu Cenega Poland wydała ją w Polsce. 30 sierpnia 2007 gra wraz z Hearts of Iron i dodatkiem Armageddon została wydana przez Paradox Interactive w edycji Antologia (oryg. ang. Anthology) w Australii, dzień później wydano ją w Europie, 11 września 2007 gra miała premierę w Stanach Zjednoczonych. 19 października 2007 roku Hearts of Iron II został wydany w Polsce przez Paradox Entertainment wraz z dodatkiem Doomsday i Armageddon w Platynowej Edycji w Kolekcji Klasyki. 13 lutego 2009 roku Ascaron Entertainment UK wydał Hearts of Iron II w Europie w wersji na Windowsa w edycji Collection wraz z dodatkiem Armageddon, ta sama edycja została wydana 7 maja 2009 roku przez Virtual Programming w wersji na Macintosh.

### Silnik gry
Hearts of Iron II jak i jego dodatki korzysta z silnika Europa, powstałego na potrzeby pierwszej części serii Hearts of Iron. Pod koniec kwietnia 2008 roku poinformowano, że silnik Europa jest dostępny do pobrania za darmo i dalszego modyfikowania.

### Armageddon
29 marca 2007 roku został wydany dodatek do dodatku Hearts of Iron II: Doomsday zatytułowany Hearts of Iron II: Armageddon (w Rosji znany jako Day of Victory 2 lub Plan Stalin). 29 marca 2007 Paradox Interactive wydało go w Wielkiej Brytanii pozostałej części Europy i Stanach Zjednoczonych, w Stanach Zjednoczonych była dostępna tylko w wersji online. 7 września 2007 roku CyberFront wydał ją w Japonii. 8 sierpnia 2008 roku wydawnictwo 1C i Snowball Studios wydało dodatek w Rosji. Dodatek wydłuża okres rozgrywki do 1964 roku, dodaje nowe ikony jednostek morskich, zmienia wygląd menu głównego oraz dodaje scenariusz Armageddon. W stosunku do dodatku Doomsday poprawiona została sztuczna inteligencja i drzewo technologiczne.

## Obsada
Źródło: instrukcja gry Hearts of Iron II Platynowa edycja
- Theodore Bergquist – dyrektor generalny
- Johan Andersson – producent/główny programista/projekt gry/programowanie
- Joakim Bergqwist – projekt gry/projekt kampanii/projekt scenariuszy/projekt wydarzeń historycznych
- Henrik Fåhraeus – projekt gry/programowanie/projekt kampanii/projekt wydarzeń historycznych
- Jonas Bjering – dodatkowe programowanie
- Thomas Johansson – dodatkowe programowanie
- Pontus Åberg – dodatkowe programowanie
- Marcus Edström – główny grafik
- Dick Sjöström – grafik
- Stefan Thulin – projekt graficzny/marketing
- David Martinez – skrypty SI
- Marcus Herrmann – projekt kampanii/projekt scenariuszy/baza danych
- Stefan Carlsson – projekt kampanii
- Wesley Ferris – projekt scenariuszy/baza danych
- Simon Aistleinter – projekt scenariuszy/baza danych
- Wojtek Waluk – projekt scenariuszy/baza danych
- Fernando A. Turi – projekt scenariuszy
- José M. Aguirre – projekt scenariuszy
- Joshua Raup – projekt scenariuszy
- Maxime Penen – baza danych
- Sören Birch-Jensen – baza danych
- Birger Fjällman – baza danych
- Lars Wetterling – baza danych
- Kevin McCarthy – baza danych
- Alf Melin – projekt wydarzeń historycznych
- Andreas Waldetoft – muzyka
- Wave Generation – dźwięk
- Chris Stone – instrukcja
- Fredrik Lindgren – marketing
- Susana Meza – marketing
- John Breeden